# Blepharita
Blepharita är ett släkte av fjärilar som beskrevs av George Francis Hampson 1907. Blepharita ingår i familjen nattflyn, Noctuidae.

## Dottertaxa tillBlepharita, i alfabetisk ordning[1][2]
- Blepharita amica Treitschke, 1825, Bergängsfly
  - Blepharita amica ussuriensis Sheljuzhko, 1915
- Blepharita dufayi Boursin, 1960
- Blepharita euplexina Draudt, 1950
- Blepharita timida Staudinger, 1888